# EHF Champions League 2012-2013 Girone B
In questa pagina sono raccolti i risultati del Girone A della EHF Champions League 2012-2013

## Risultati

### Prima Giornata
| Squadra 1              | Squadra 2            | Risultato                                 |
| ---------------------- | -------------------- | ----------------------------------------- |
| SG Flensburg-Handewitt | Montpellier Handball | Flensburgo, 27 settembre 2012 - ore 19:00 |
| SG Flensburg-Handewitt | Montpellier Handball | 37 - 37 (19-18)                           |
| SG Flensburg-Handewitt | Montpellier Handball | 3414 spett. - Report                      |
| Čechovskie Medvevi     | RK Partizan Belgrado | Čechov, 27 settembre 2012 - ore 20:30     |
| Čechovskie Medvevi     | RK Partizan Belgrado | 38 - 31 (21-16)                           |
| Čechovskie Medvevi     | RK Partizan Belgrado | 1600 spett. - Report                      |
| CB Ademar León         | HSV Amburgo          | León, 29 settembre 2012 - ore 19:00       |
| CB Ademar León         | HSV Amburgo          | 26 - 28 (13-14)                           |
| CB Ademar León         | HSV Amburgo          | 4200 spett. - Report                      |

### Seconda Giornata
| Squadra 1            | Squadra 2              | Risultato                               |
| -------------------- | ---------------------- | --------------------------------------- |
| HSV Amburgo          | Čechovskie Medvevi     | Amburgo, 4 ottobre 2012 - ore 20:00     |
| HSV Amburgo          | Čechovskie Medvevi     | 27 - 27 (15-12)                         |
| HSV Amburgo          | Čechovskie Medvevi     | 2203 spett. - Report                    |
| Montpellier Handball | CB Ademar León         | Montpellier, 7 ottobre 2012 - ore 19:00 |
| Montpellier Handball | CB Ademar León         | 27 - 29 (13-15)                         |
| Montpellier Handball | CB Ademar León         | 8000 spett. - Report                    |
| RK Partizan Belgrado | SG Flensburg-Handewitt | Niš, 7 ottobre 2012 - ore 19:05         |
| RK Partizan Belgrado | SG Flensburg-Handewitt | 31 - 37 (15-17)                         |
| RK Partizan Belgrado | SG Flensburg-Handewitt | 5300 spett. - Report                    |

### Terza Giornata
| Squadra 1              | Squadra 2          | Risultato                                |
| ---------------------- | ------------------ | ---------------------------------------- |
| RK Partizan Belgrado   | CB Ademar León     | Niš, 13 ottobre 2012 - ore 18:00         |
| RK Partizan Belgrado   | CB Ademar León     | 33 - 31 (17-15)                          |
| RK Partizan Belgrado   | CB Ademar León     | 3500 spett. - Report                     |
| SG Flensburg-Handewitt | Čechovskie Medvevi | Flensburgo, 14 ottobre 2012 - ore 17:30  |
| SG Flensburg-Handewitt | Čechovskie Medvevi | 36 - 26 (19-14)                          |
| SG Flensburg-Handewitt | Čechovskie Medvevi | 3425 spett. - Report                     |
| Montpellier Handball   | HSV Amburgo        | Montpellier, 14 ottobre 2012 - ore 19:00 |
| Montpellier Handball   | HSV Amburgo        | 29 - 33 (14-16)                          |
| Montpellier Handball   | HSV Amburgo        | 8000 spett. - Report                     |

### Quarta Giornata
| Squadra 1          | Squadra 2              | Risultato                            |
| ------------------ | ---------------------- | ------------------------------------ |
| Čechovskie Medvevi | Montpellier Handball   | Čechov, 18 ottobre 2012 - ore 20:30  |
| Čechovskie Medvevi | Montpellier Handball   | 35 - 29 (19-15)                      |
| Čechovskie Medvevi | Montpellier Handball   | 1500 spett. - Report                 |
| HSV Amburgo        | RK Partizan Belgrado   | Amburgo, 21 ottobre 2012 - ore 16:00 |
| HSV Amburgo        | RK Partizan Belgrado   | 30 - 24 (17-13)                      |
| HSV Amburgo        | RK Partizan Belgrado   | 2400 spett. - Report                 |
| CB Ademar León     | SG Flensburg-Handewitt | León, 21 ottobre 2012 - ore 17:30    |
| CB Ademar León     | SG Flensburg-Handewitt | 29 - 29 (15-16)                      |
| CB Ademar León     | SG Flensburg-Handewitt | 4700 spett. - Report                 |

### Quinta Giornata
| Squadra 1            | Squadra 2              | Risultato                             |
| -------------------- | ---------------------- | ------------------------------------- |
| CB Ademar León       | Čechovskie Medvevi     | León, 17 novembre 2012 - ore 18:00    |
| CB Ademar León       | Čechovskie Medvevi     | 22 - 29 (10-12)                       |
| CB Ademar León       | Čechovskie Medvevi     | 4800 spett. - Report                  |
| RK Partizan Belgrado | Montpellier Handball   | Niš, 18 novembre 2012 - ore 17:00     |
| RK Partizan Belgrado | Montpellier Handball   | 29 - 32 (17-17)                       |
| RK Partizan Belgrado | Montpellier Handball   | 3500 spett. - Report                  |
| HSV Amburgo          | SG Flensburg-Handewitt | Amburgo, 18 novembre 2012 - ore 17:30 |
| HSV Amburgo          | SG Flensburg-Handewitt | 31 - 28 (13-15)                       |
| HSV Amburgo          | SG Flensburg-Handewitt | 5873 spett. - Report                  |

### Sesta Giornata
| Squadra 1              | Squadra 2            | Risultato                                 |
| ---------------------- | -------------------- | ----------------------------------------- |
| Čechovskie Medvevi     | CB Ademar León       | Čechov, 22 novembre 2012 - ore 20:30      |
| Čechovskie Medvevi     | CB Ademar León       | 36 - 22 (18-8)                            |
| Čechovskie Medvevi     | CB Ademar León       | 3000 spett. - Report                      |
| SG Flensburg-Handewitt | HSV Amburgo          | Flensburgo, 25 novembre 2012 - ore 17:15  |
| SG Flensburg-Handewitt | HSV Amburgo          | 29 - 26 (14-12)                           |
| SG Flensburg-Handewitt | HSV Amburgo          | 5466 spett. - Report                      |
| Montpellier Handball   | RK Partizan Belgrado | Montpellier, 25 novembre 2012 - ore 19:00 |
| Montpellier Handball   | RK Partizan Belgrado | 31 - 26 (16-10)                           |
| Montpellier Handball   | RK Partizan Belgrado | 3000 spett. - Report                      |

### Settima Giornata
| Squadra 1            | Squadra 2              | Risultato                                |
| -------------------- | ---------------------- | ---------------------------------------- |
| RK Partizan Belgrado | Čechovskie Medvevi     | Niš, 29 novembre 2012 - ore 16:00        |
| RK Partizan Belgrado | Čechovskie Medvevi     | 27 - 31 (14-11)                          |
| RK Partizan Belgrado | Čechovskie Medvevi     | 3000 spett. - Report                     |
| HSV Amburgo          | CB Ademar León         | Amburgo, 29 novembre 2012 - ore 16:00    |
| HSV Amburgo          | CB Ademar León         | 32 - 26 (16-14)                          |
| HSV Amburgo          | CB Ademar León         | 2400 spett. - Report                     |
| Montpellier Handball | SG Flensburg-Handewitt | Montpellier, 2 dicembre 2012 - ore 19:00 |
| Montpellier Handball | SG Flensburg-Handewitt | 25 - 27 (14-12)                          |
| Montpellier Handball | SG Flensburg-Handewitt | 8000 spett. - Report                     |

### Ottava Giornata
| Squadra 1              | Squadra 2            | Risultato                               |
| ---------------------- | -------------------- | --------------------------------------- |
| Čechovskie Medvevi     | HSV Amburgo          | Čechov, 7 febbraio 2013 - ore 18:45     |
| Čechovskie Medvevi     | HSV Amburgo          | 29 - 29 (17-13)                         |
| Čechovskie Medvevi     | HSV Amburgo          | 2000 spett. - Report                    |
| SG Flensburg-Handewitt | RK Partizan Belgrado | Flensburgo, 7 febbraio 2013 - ore 19:30 |
| SG Flensburg-Handewitt | RK Partizan Belgrado | 31 - 23 (17-13)                         |
| SG Flensburg-Handewitt | RK Partizan Belgrado | 3400 spett. - Report                    |
| CB Ademar León         | Montpellier Handball | León, 10 febbraio 2013 - ore 19:00      |
| CB Ademar León         | Montpellier Handball | 30 - 28 (11-13)                         |
| CB Ademar León         | Montpellier Handball | 5000 spett. - Report                    |

### Nona Giornata
| Squadra 1              | Squadra 2          | Risultato                                 |
| ---------------------- | ------------------ | ----------------------------------------- |
| SG Flensburg-Handewitt | CB Ademar León     | Flensburgo, 13 febbraio 2013 - ore 20:30  |
| SG Flensburg-Handewitt | CB Ademar León     | 27 - 22 (14-10)                           |
| SG Flensburg-Handewitt | CB Ademar León     | 3524 spett. - Report                      |
| RK Partizan Belgrado   | HSV Amburgo        | Niš, 16 febbraio 2013 - ore 19:00         |
| RK Partizan Belgrado   | HSV Amburgo        | 21 - 42 (10-24)                           |
| RK Partizan Belgrado   | HSV Amburgo        | 4200 spett. - Report                      |
| Montpellier Handball   | Čechovskie Medvevi | Montpellier, 17 febbraio 2013 - ore 19:00 |
| Montpellier Handball   | Čechovskie Medvevi | 30 - 30 (17-17)                           |
| Montpellier Handball   | Čechovskie Medvevi | 7000 spett. - Report                      |

### Decima Giornata
| Squadra 1          | Squadra 2              | Risultato                             |
| ------------------ | ---------------------- | ------------------------------------- |
| Čechovskie Medvevi | SG Flensburg-Handewitt | Čechov, 21 febbraio 2013 - ore 20:15  |
| Čechovskie Medvevi | SG Flensburg-Handewitt | 29 - 29 (14-13)                       |
| Čechovskie Medvevi | SG Flensburg-Handewitt | 2500 spett. - Report                  |
| CB Ademar León     | RK Partizan Belgrado   | León, 23 febbraio 2013 - ore 18:00    |
| CB Ademar León     | RK Partizan Belgrado   | 28 - 23 (14-10)                       |
| CB Ademar León     | RK Partizan Belgrado   | 5000 spett. - Report                  |
| HSV Amburgo        | Montpellier Handball   | Amburgo, 23 febbraio 2013 - ore 19:00 |
| HSV Amburgo        | Montpellier Handball   | 35 - 33 (18-15)                       |
| HSV Amburgo        | Montpellier Handball   | 6752 spett. - Report                  |

## Classifica
|  | Pos. | Squadra                | Pt | G  | V | N | S | GF  | GS  | D   | Note                              |
|  | ---- | ---------------------- | -- | -- | - | - | - | --- | --- | --- | --------------------------------- |
|  | 1.   | HSV Amburgo            | 16 | 10 | 7 | 2 | 1 | 313 | 272 | +41 | Qualificato agli ottavi di finale |
|  | 2.   | SG Flensburg-Handewitt | 15 | 10 | 6 | 3 | 1 | 310 | 279 | +31 | Qualificato agli ottavi di finale |
|  | 3.   | Čechovskie Medvevi     | 14 | 10 | 5 | 4 | 1 | 310 | 282 | +28 | Qualificato agli ottavi di finale |
|  | 4.   | CB Ademar León         | 7  | 10 | 3 | 1 | 5 | 265 | 292 | -27 | Qualificato agli ottavi di finale |
|  | 5.   | Montpellier Handball   | 6  | 10 | 2 | 2 | 6 | 301 | 311 | -10 |                                   |
|  | 6.   | RK Partizan Belgrado   | 2  | 10 | 1 | 0 | 9 | 268 | 331 | -63 |                                   |